# Дружба (Микулинецька селищна громада)
Дру́жба — селище в Україні, у Микулинецькій селищній громаді Тернопільського району Тернопільської області. До 1963 року населений пункт називався Зелена, з 1986 року Дружба набула статусу селища міського типу. Населення у 2003 році становило 4.9тис осіб.
Через Дружбу проліг автошлях Тернопіль — Чернівці (частина М19E85).
У 1990 році тут створено музейну народознавчу кімнату.

## Історія
Поблизу Дружби внаслідок археологічних розкопок виявлено пам'ятки ранньої залізної доби.
Розбудовувати населений пункт почали як поселення залізничників 1896 року, коли було відкрито залізничний рух на лінії Тернопіль-Копичинці.
12 червня 2020 року, відповідно до розпорядження Кабінету Міністрів України № 724-р «Про визначення адміністративних центрів та затвердження територій територіальних громад Тернопільської області» увійшло до складу  Микулинецької селищної громади.
19 липня 2020 року, в результаті адміністративно-територіальної реформи та ліквідації Теребовлянського району, село увійшло до складу Тернопільського району.
З лютого 2022 року функціонує волонтерський центр «Ольвія».
22 червня 2023 року рішенням №230 Національної комісії зі стандартів державної мови віднесено до списку населених пунктів, які «можуть не відповідати лексичним нормам української мови», зокрема стосуватися «російської імперської чи колоніальної політики». Громаді рекомендовано обґрунтувати доцільність збереження поточної назви або запропонувати нову назву в установленому законодавством порядку.

## Політика

### Парламентські вибори, 2019
На позачергових парламентських виборах 2019 року у селищі функціонувала окрема виборча дільниця № 610879, розташована у приміщенні будинку культури.
Результати
- зареєстровано 1393 виборці, явка 54,77%, найбільше голосів віддано за «Слугу народу» — 29,87%, за «Голос» — 15,39%, за «Європейську Солідарність» — 15,26%.[10] В одномандатному окрузі найбільше голосів отримав Микола Люшняк (самовисування) — 26,09%, за Ігоря Сопеля (Слуга народу) — 20,79%, за Аллу Стечишин (самовисування) і Олега Вітвіцького (Голос) — по 12,05%[11].

## Населення

### Мова
Розподіл населення за рідною мовою за даними перепису 2001 року:
| Мова       | Кількість | Відсоток |
| ---------- | --------- | -------- |
| українська | 1638      | 99.45%   |
| російська  | 7         | 0.43%    |
| білоруська | 1         | 0.06%    |
| німецька   | 1         | 0.06%    |
| Усього     | 1647      | 100%     |

## Економіка
Сьогодні Дружба — індустріальний центр Микулинецької селищної громади. Тут функціонують підприємства ПрАТ «Галнафтохім», ТзОВ «Еталон-ліс», комбінат хлібопродуктів, СП «Кераміка», консервний та деревообробний заводи, цех переробки деревини, бурякопункт Хоростківського цукрового заводу.

## Транспорт
У 2016 році завершили ремонт ділянок 2,3 та 2,7 км автошляху Н18 біля селища загальною вартістю 28 мільйонів гривень, а також ділянку автошляху E85 у самому селищі..

## Освіта і культура
У селищі діють загальноосвітня школа І-ІІІ ступеня, будинок культури, бібліотека,
1 вересня 2016 року в селищі за ініціативи радника міністра МКС України Михайла Апостола відкрили школу успіху з юридично-поліцейським профілем.

## Релігія
- церква святих апостолів Петра і Павла (2009, мурована, ПЦУ);
- церква святих верховних апостолів Петра і Павла (1995, мурована, УГКЦ).

## Пам'ятки

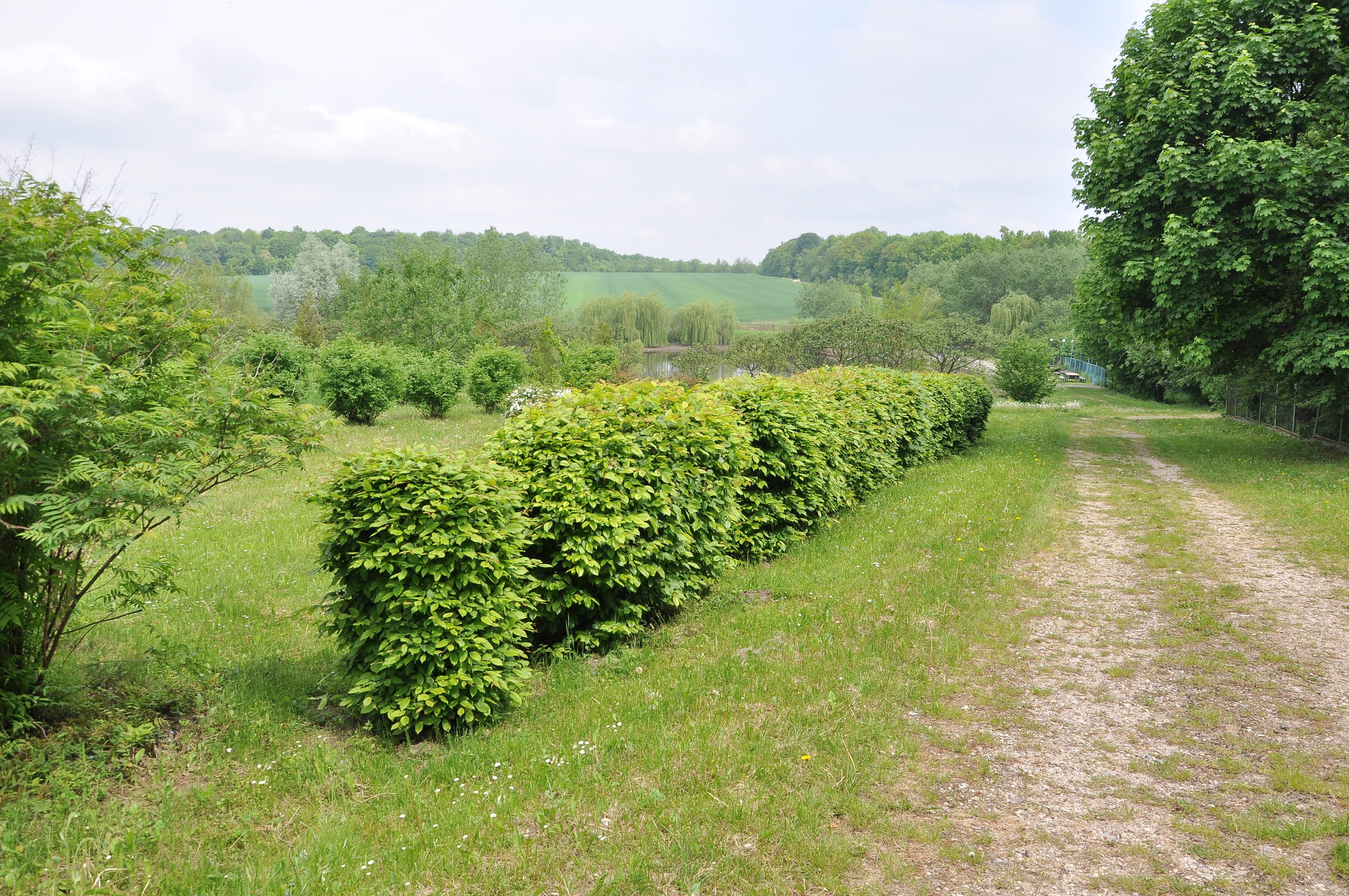
Ботанічний сад «Червона калина»

Поблизу селища, поруч із Львівською залізницею на території навчально-оздоровчого комплексу «Червона калина» знаходиться ботанічний сад Червона калина.

## Відомі люди

### Народилися
- Володимир Лех (нар. 1984) — український журналіст, редактор.
- Ємельянчук Сергій Васильович -Заслужений лікар України
- Мандзюк Володимир (1997—2025) — український військовослужбовець [15][16]

## Галерея

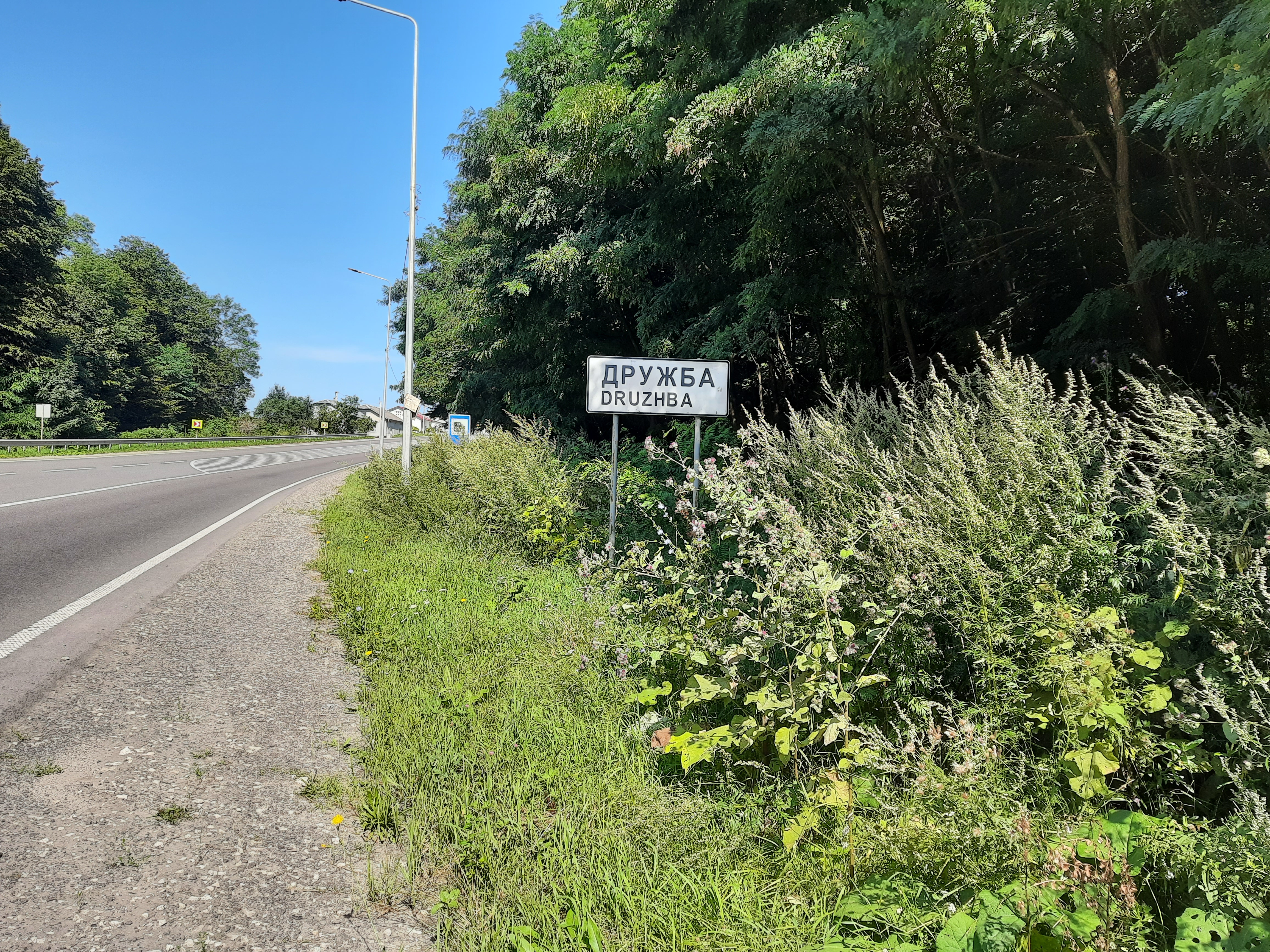
Дорожній знак при в'їзді в село
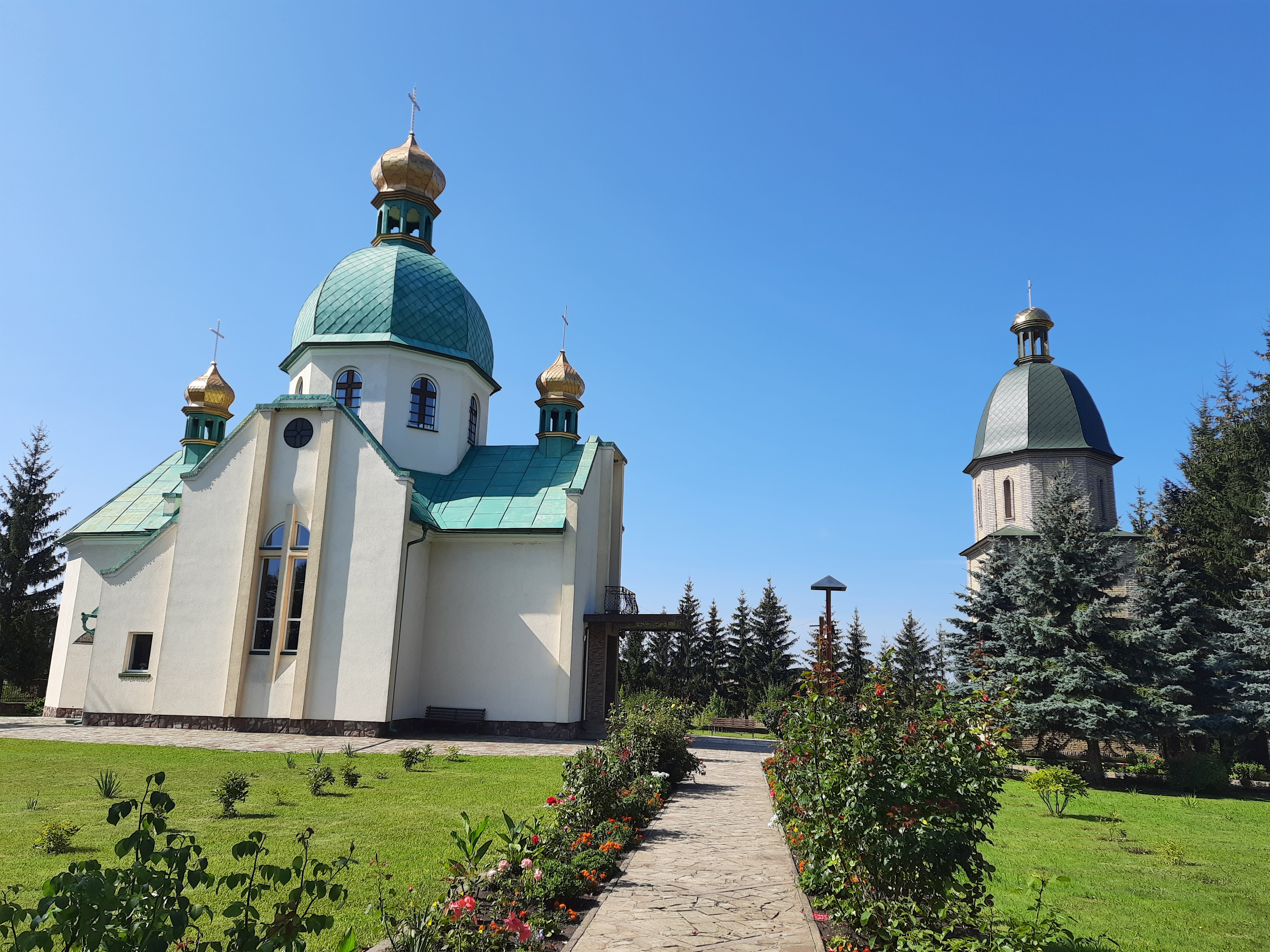
Церква Святих Верховних Апостолів Петра і Павла (УГКЦ )
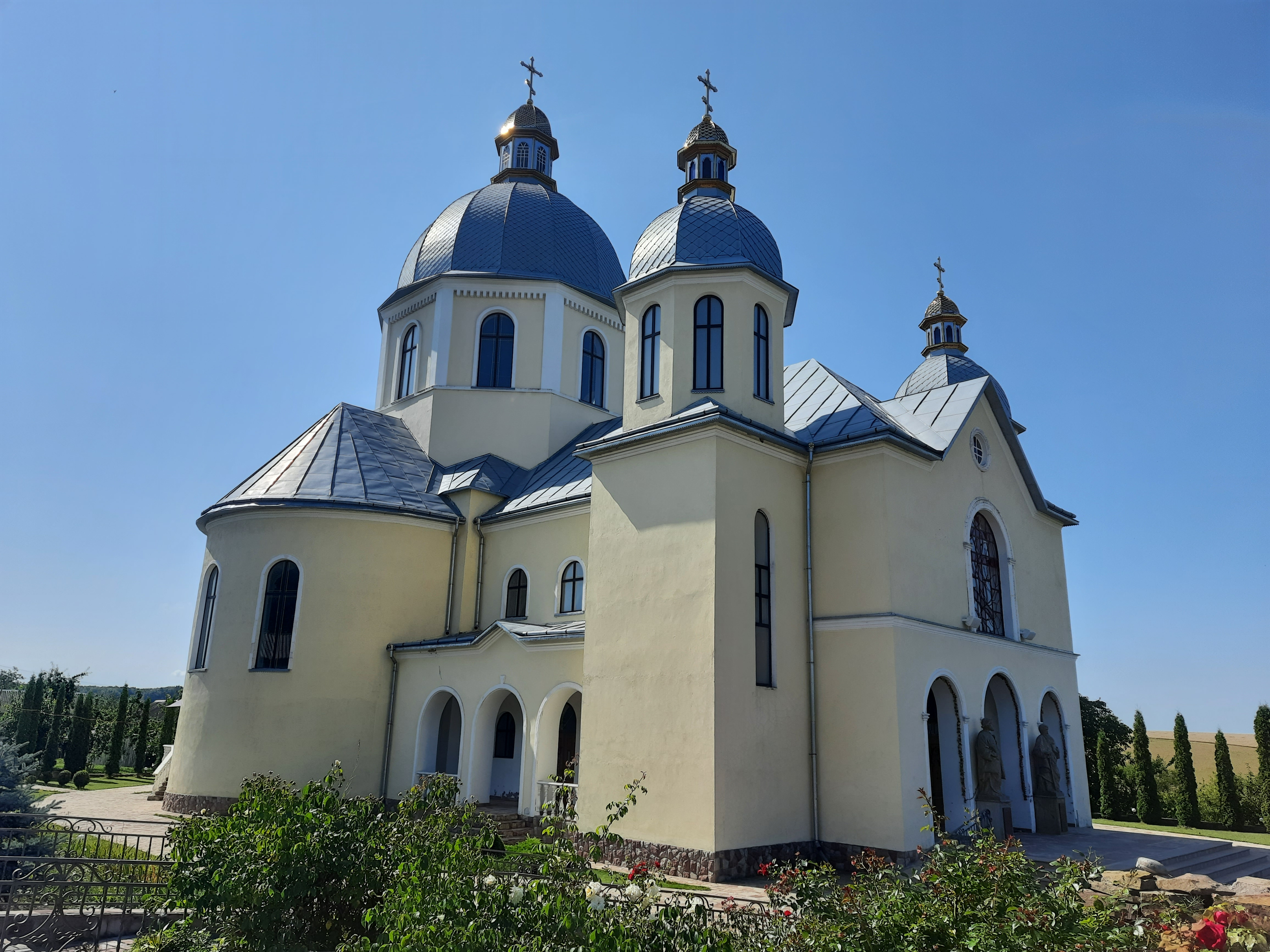
Церква Святих Верховних Апостолів Петра і Павла (ПЦУ)